# 庄司理紗
庄司 理紗（しょうじ りさ、英語: Risa Shoji, 1996年7月5日 - ）は、東京都出身の女優、元・女性フィギュアスケート選手（女子シングル）。
2010/2011 ISUジュニアグランプリSBC杯優勝。第79回全日本フィギュアスケート選手権第5位。2011年世界ジュニアフィギュアスケート選手権5位。
2019年3月、大学卒業とともに引退後、同年放送のテレビドラマ「執事 西園寺の名推理2」で女優デビュー。

## 人物・来歴
成蹊小学校、成蹊中学校卒業、駒場学園高等学校卒業。慶應義塾大学総合政策学部卒業。USM所属。小学校受験の為、当時通っていた幼児教室の近くにスケートクラブがあった事がきっかけで、成蹊小学校に入学が決まった6歳の時にスケートを始めた。趣味は社交ダンス、パズル、ナンプレ、手芸であり、血液型はA型。憧れのスケーターは荒川静香。「一つ一つの技がダイナミックなところとしなやかな動きが綺麗で好き」だという。
2010/2011シーズン、ISUジュニアグランプリに同シリーズ初出場。ショート、フリーともにトップとなり、合計149.39点で優勝した。また同年12月に行われた全日本選手権にも初出場。5位入賞と好成績を残し、新人賞を受賞する。その結果、世界ジュニア選手権の日本代表として選ばれ、5位入賞を果たした。
2011/2012シーズン、JGPタリン杯とブリスベン大会で共に銀メダルを獲得し、2年連続でのファイナル出場を果たした。しかしグランプリファイナルではフリーでのミスが響き6位に終わった。続く全日本ジュニア選手権では3位、全日本選手権では7位に入り、世界ジュニア選手権への出場権を獲得。翌月のインスブルックユースオリンピックでは6位となった。世界ジュニア選手権は、試合2週間前に右足の甲を怪我して歩くことすらつらい状態になり、フリーのジャンプを簡単なものに変えて臨んだものの結果は20位であった。

## 主な戦績
| 大会/年            | 2008-09 | 2009-10 | 2010-11 | 2011-12 | 2012-13 | 2013-14 |
| ------------------ | ------- | ------- | ------- | ------- | ------- | ------- |
| 全日本選手権       |         |         | 5       | 7       | 12      | 23      |
| フィンランディア杯 |         |         |         |         |         | 8       |
| プランタン杯       |         |         |         |         | 3       |         |
| ユースオリンピック |         |         |         | 6       |         |         |
| 世界Jr.選手権      |         |         | 5       | 20      |         |         |
| 全日本Jr.選手権    | 29      | 10      | 1       | 3       |         |         |
| JGPファイナル      |         |         | 4       | 6       |         |         |
| JGPオーストリア    |         |         |         |         | 12      |         |
| JGPタリン杯        |         |         |         | 2       |         |         |
| JGPブリスベン大会  |         |         |         | 2       |         |         |
| JGPチェコスケート  |         |         | 2       |         |         |         |
| JGP SBC杯          |         |         | 1       |         |         |         |

### 詳細
| 2013-2014 シーズン    |                                                  |          |          |           |
| 開催日                | 大会名                                           | SP       | FS       | 結果      |
| 2013年12月20日 - 23日 | 第82回全日本フィギュアスケート選手権（さいたま） | 22 45.43 | 23 82.07 | 23 127.50 |
| 2013年10月4日 - 6日   | 2013年フィンランディア杯（エスポー）             | 8 44.71  | 8 80.19  | 8 124.90  |

| 2012-2013 シーズン    |                                              |          |          |           |
| 開催日                | 大会名                                       | SP       | FS       | 結果      |
| 2013年3月22日 - 24日  | 2013年プランタン杯（ルクセンブルク市）       | 3 47.22  | 3 82.44  | 3 129.66  |
| 2012年12月20日 - 24日 | 第81回全日本フィギュアスケート選手権（札幌） | 14 50.45 | 12 92.74 | 12 143.19 |
| 2012年9月12日 - 16日  | ISUジュニアグランプリ オーストリア（リンツ） | 11 42.29 | 12 77.29 | 12 119.58 |

| 2011-2012 シーズン     |                                                                 |          |          |           |
| 開催日                 | 大会名                                                          | SP       | FS       | 結果      |
| 2012年2月27日 - 3月4日 | 2012年世界ジュニアフィギュアスケート選手権（ミンスク）          | 18 43.13 | 22 69.95 | 20 113.08 |
| 2012年01月14日 - 22日  | インスブルックユースオリンピック（インスブルック）              | 6 47.29  | 5 88.03  | 6 135.32  |
| 2011年12月22日 - 25日  | 第80回全日本フィギュアスケート選手権（門真）                    | 11 51.50 | 7 104.97 | 7 156.47  |
| 2011年12月7日 - 12日   | 2011/2012 ISUジュニアグランプリファイナル（ケベック・シティー） | 5 51.53  | 6 82.82  | 6 134.35  |
| 2011年11月25日 - 27日  | 第80回全日本フィギュアスケートジュニア選手権（八戸）            | 7 49.30  | 2 102.39 | 3 151.69  |
| 2011年10月12日 - 15日  | ISUジュニアグランプリ タリン杯（タリン）                        | 2 55.19  | 2 102.64 | 2 157.83  |
| 2011年9月7日 - 11日    | ISUジュニアグランプリ ブリスベン大会（ブリスベン）              | 4 47.28  | 2 100.21 | 2 147.49  |

| 2010-2011 シーズン   |                                                            |         |         |          |          |
| 開催日               | 大会名                                                     | 予選    | SP      | FS       | 結果     |
| 2011年2月28日-3月6日 | 2011年世界ジュニアフィギュアスケート選手権（江陵）         | 2 89.24 | 7 51.49 | 5 99.78  | 5 151.27 |
| 2010年12月24日-27日  | 第79回全日本フィギュアスケート選手権（長野）               | -       | 4 58.22 | 5 107.60 | 5 165.82 |
| 2010年12月9日-12日   | 2010/2011 ISUジュニアグランプリファイナル（北京）          | -       | 4 52.56 | 5 97.26  | 4 149.82 |
| 2010年11月26日-28日  | 第79回全日本フィギュアスケートジュニア選手権（ひたちなか） | -       | 1 56.56 | 1 101.86 | 1 158.42 |
| 2010年10月14日-15日  | ISUジュニアグランプリ チェコスケート（オストラヴァ）       | -       | 4 48.86 | 1 106.37 | 2 155.23 |
| 2010年9月24日-25日   | ISUジュニアグランプリ SBC杯（軽井沢）                      | -       | 1 51.42 | 1 97.97  | 1 149.39 |

| 2009-2010 シーズン    |                                                      |          |         |           |
| 開催日                | 大会名                                               | SP       | FS      | 結果      |
| 2009年11月22日 - 23日 | 第78回全日本フィギュアスケートジュニア選手権（横浜） | 10 43.46 | 9 77.43 | 10 120.89 |

| 2008-2009 シーズン    |                                                        |          |    |      |
| 開催日                | 大会名                                                 | SP       | FS | 結果 |
| 2008年11月23日 - 24日 | 第77回全日本フィギュアスケートジュニア選手権（名古屋） | 29 34.30 | -  | 29   |

## プログラム
| シーズン  | SP                                                                     | FS | EX                                                         |
| --------- | ---------------------------------------------------------------------- | --- | ---------------------------------------------------------- |
| 2013-2014 | 黒い瞳 振付：宮本賢二                                                  | ヴァイオリン協奏曲ニ短調 愛のテーマ 映画『革命児フアレス』より 作曲：エーリヒ・ヴォルフガング・コルンゴルト 振付：トム・ディクソン |                                                            |
| 2012-2013 | 冬 『四季』より 作曲：アントニオ・ヴィヴァルディ 振付：宮本賢二        | 映画『きみに読む物語』より 作曲：アーロン・ジグマン 振付：デヴィッド・ウィルソン                                                   | ライク・ア・ドラッグ 曲：カイリー・ミノーグ 振付：宮本賢二 |
| 2011-2012 | The Hacha Cha Cha、Swingin' for the Fences、Apple Honey 振付：宮本賢二 | 映画『レジェンド・オブ・フォール』より 振付：重松直樹                                                                              | 映画『塔の上のラプンツェル』より 振付：宮本賢二            |
| 2010-2011 | リベルタンゴ 作曲：アストル・ピアソラ 振付：宮本賢二                   | 映画『イルマーレ』より 映画『サイダーハウス・ルール』より 作曲：レイチェル・ポートマン 振付：重松直樹                              | 5,6,7,8 曲：ステップス                                     |

## 出演
- 執事 西園寺の名推理2 （テレビ東京）- 井上美波役 [10]